# Петков, Ивайло
Ива́йло Ру́менов Петко́в (болг. Ивайло Руменов Петков; 24 марта 1976, Долни Дыбник, Плевенская область) — болгарский футболист, защитник. Выступал за сборную Болгарии.

## Карьера

### Клубная
Профессиональную карьеру начал в 1993 году в клубе «Чавдар» Бяла-Слатина, за который сыграл 19 матчей и забил 1 мяч. В 1995 году перешёл в «Спартак» Плевен, сыграл за 29 матчей и забил два мяча. В 1997 году перешёл в «Литекс», за который сыграл 27 матчей, забил 3 мяча и стал вместе с командой чемпионом Болгарии в 1998 году, после чего, в том же году, перешёл в турецкий «Истанбулспор», за который сыграл 160 матчей и забил 7 мячей. В 2003 году перешёл в «Фенербахче», за который сыграл 19 матчей, забил один мяч и стал в составе клуба чемпионом Турции в 2004 году, а летом того же года перешёл в российскую «Кубань», за которую сыграл 43 матча, забил 2 мяча и являлся лидером команды. В конце 2005 года перешёл в «Анкарагюджю», за который сыграл 44 матча и забил 2 мяча. Летом 2007 года вернулся в «Кубань». В начале 2008 года был выбран капитаном команды, а в матче 3-го тура чемпионата России по футболу 2008 года в Первом дивизионе со «Спортакадемклубом» (3:0) стал автором 1000-го гола «Кубани» в российской истории клуба. 13 декабря 2008 года был уволен из команды вопреки своему желанию. В конце декабря 2008 года появилась информация, что Петков перешёл на правах свободного агента в клуб «Черно Море» Варна, с которым подписал контракт, рассчитанный на полтора года, однако 30 декабря стало известно, что Петков предпочёл предложению от «Черно Море» контракт с «Литексом», за который он уже выступал ранее.

### В сборной
В составе главной национальной сборной Болгарии Ивайло Петков выступал с 1996 года, сыграл 65 матчей и забил 3 мяча. Участник чемпионата мира 1998 года и чемпионата Европы 2004 года.

## Достижения
Литекс
- Чемпион Болгарии: 1997/98

Фенербахче
- Чемпион Турции: 2003/04

Кубань
- 2-е место в Первом дивизионе России (выход в Высший дивизион): 2008